# Cratere Blois
Blois  è un cratere sulla superficie di Marte.